# Championnats du monde de tchoukball
Le Championnat du monde de tchoukball a lieu tous les quatre ans depuis 1984 sous l'égide de la Fédération internationale de tchoukball (FITB). Taiwan domine le palmarès tant chez les hommes que chez les femmes avec neuf titres en dix éditions.

## Histoire
Le Championnat du monde est créé en 1984.

## Éditions
| 1re | 1984 | Taipei ( Taïwan)          | Taipei chinois | Taipei chinois |
| 2e  | 1987 | Neuchâtel ( Suisse)       | Taipei chinois | Taipei chinois |
| 3e  | 1990 | Portsmouth ( Royaume-Uni) | Taipei chinois | Taipei chinois |
| 4e  | 2000 | Genève ( Suisse)          | Taipei chinois | Taipei chinois |
| 5e  | 2002 | Londres ( Royaume-Uni)    | Taipei chinois | Taipei chinois |
| 6e  | 2004 | Kaohsiung ( Taïwan)       | Suisse         | Taipei chinois |
| 7e  | 2011 | Ferrare ( Italie)         | Taipei chinois | Taipei chinois |
| 8e  | 2015 | Kaohsiung ( Taïwan)       | Taipei chinois | Taipei chinois |
| 9e  | 2019 | Nilai ( Malaisie)         | Taipei chinois | Taipei chinois |
| 10e | 2023 | Prague ( Tchéquie)        | Taipei chinois | Suisse         |

## Palmarès
| Hommes         | Vict. | Femmes         | Vict. |
| -------------- | ----- | -------------- | ----- |
| Taipei chinois | 9     | Taipei chinois | 9     |
| Suisse         | 1     | Suisse         | 1     |